# Süd farkasfalka
A Süd farkasfalka a Kriegsmarine tengeralattjárókból álló második világháborús támadóegysége volt, amely összehangoltan tevékenykedett 1941. július 22. és 1941. augusztus 5. között az Atlanti-óceánon, elsősorban a Marokkótól nyugatra eső vizeken. A Süd (Dél) farkasfalka négy tengeralattjáróból állt, amelyeknek egy hajót sem sikerült elsüllyeszteniük. Veszteségük sem volt.

## A farkasfalka tengeralattjárói
| A hajó száma | Parancsnoka          | Részvétel kezdete | Részvétel vége     |
| ------------ | -------------------- | ----------------- | ------------------ |
| U–93         | Gerd Schreiber       | 1941. július 22.  | 1941. augusztus 5. |
| U–94         | Herbert Kuppisch     | 1941. július 22.  | 1941. augusztus 5. |
| U–109        | Heinrich Bleichrodt  | 1941. július 22.  | 1941. augusztus 5. |
| U–124        | Georg-Wilhelm Schulz | 1941. július 22.  | 1941. augusztus 5. |